# Luna de Avellaneda
Luna d'Avellaneda és una pel·lícula argentina de gènere comèdia dramàtica estrenada el 20 de maig de 2004, dirigida per Juan José Campanella i protagonitzada per Ricardo Darín, Mercedes Morán, Eduardo Blanco, Silvia Kutika, Valeria Bertuccelli i José Luis López Vázquez.
Va ser un èxit de taquilla i crítica i es va estrenar en VHS i DVD l'any 2005.

## Argument
Luna de Avellaneda és un emblemàtic club de barri que ha viscut en el passat una època d'esplendor i que en l'actualitat es troba immers en una crisi que posa en perill la seva existència. Pel que sembla, l'única sortida possible és que es converteixi en un casino, res més allunyat dels idealés i de les finalitats de les seves fundadorés en la dècada de 1940: un club social, esportiu i cultural.
Román Maldonado (Ricardo Darín), al costat d'Amadeo Grimberg (Eduardo Blanco) i Graciela (Mercedes Morán) lluitaran per la supervivència del club. Paral·lelament es relata la crisi matrimonial que viu Román amb la seva dona Verónica (Silvia Kutika), l'inestable romanç entre Amadeo i Cristina (Valeria Bertuccelli), la nova professora de dansa del club, i els problemes de Graciela amb el seu exmarit.

## Inspirada en fets reals
La pel·lícula està inspirada en un club real, el "Club Juventud Unida de Llavallol" de la província de Buenos Aires en la qual es va filmar gran part de les seves escenes 
 i també en situacions reals que van ocórrer a l'Argentina en els temps de la crisi de 2001 que són representats en la pel·lícula en forma de drames quotidians que sofria la societat que el seu poder de compra i subsistència es desplomava quan els ingressos no aconseguien per a pagar si més no els serveis (gas, aigua, electricitat), mentre el club humil lluita, intentant resistir, contra els embats de l'economia ofegat pels deutes.

## Repartiment
- Ricardo Darín - Román Maldonado
- Mercedes Morán - Graciela Fernández
- Eduardo Blanco - Amadeo Grimberg
- Valeria Bertuccelli - Cristina
- Silvia Kutika - Verónica
- José Luis López Vázquez - Don Aquiles
- Daniel Fanego - Alejandro
- Atilio Pozzobon - Emilio
- Horacio Peña - julio
- María Victoria Biscay - Macarena
- Francisco Fernández De Rosa - Darío
- Micaela Moreno - Dalma
- Alan Sabbagh - Ismael
- Sofia Bertolotto - Yanina
- Ezequiel Merlino - Bruno

## Home video
AVH San Luis l va llançar la pel·lícula en DVD i VHS el 20 de gener del 2005. El DVD inclou com a característiques especials àudio espanyol 5.1, Pantalla Widescreen i subtítols en anglès i espanyol per a hipoaúsics.
Els extres del DVD són escenes eliminades, curiositats, gags, Notes de producció, La creació dels personatges de Luna de Avellaneda, Galeria de fotos, Filmografia i Galeria de personatges i Tràilers del cinema.

## Premis i nominacions
- Premis Clarín: (Cinema: Millor Actor de repartiment), Eduardo Blanco; 2004.
- Festival de l'Havana: Millor so, José Luis Díaz; 2004.
- Premis Goya: Nominada al Goya a la millor pel·lícula estrangera de parla hispana, Juan José Campanella, Argentina; 2004.[7]